# Quận Wallowa, Oregon
Quận Wallowa là một quận nằm trong tiểu bang Oregon. Theo sách Địa danh Oregon, nguồn gốc tên của quận thì không rõ ràng, giải thích khả dỉ nhất là nó có nguồn gốc từ thuật từ tiếng Nez Perce để chỉ một cái đăng bắt cá. Một giải thích khác là Wallowa được lấy từ một từ tiếng Nez Perce có nghĩa là "nước chảy uốn khúc". Nhật ký Cuộc hành trình thám hiểm Lewis và Clark có ghi tên Sông Wallowa là Wil-le-wah.
Năm 2000, dân số của quận là 7.226. Quận lỵ là Enterprise6.

## Địa lý
Quận Wallowa là quận cận đông bắc nhất của Oregon. Nó có tổng diện tích là 3.152 dặm vuông (8.163 km²) trong đó đất chiếm 3.145 dặm vuông (8.146 km²) và nước chiếm 6 dặm vuông (16 km²) hay 0,20%.
Hồ Wallowa và Dãy núi Wallowa hấp dẫn du khách đến vùng này. Hồ là một hình thể băng hà tự nhiên, ba phía có băng tích nổi bật. Vi khí hậu có đặt tính nào đó khác biệt những khu vực xung quanh và cung cấp một nơi nghỉ mát trong mùa hè.

### Các quận giáp ranh
- Quận Umatilla, Oregon - (tây)
- Quận Union, Oregon - (tây)
- Quận Baker, Oregon - (nam)
- Quận Adams, Idaho - (đông nam)
- Quận Idaho, Idaho - (đông)
- Quận Nez Perce, Idaho - (đông bắc)
- Quận Asotin, Washington - (bắc)
- Quận Garfield, Washington - (bắc)
- Quận Columbia, Washington - (bắc)

## Lịch sử

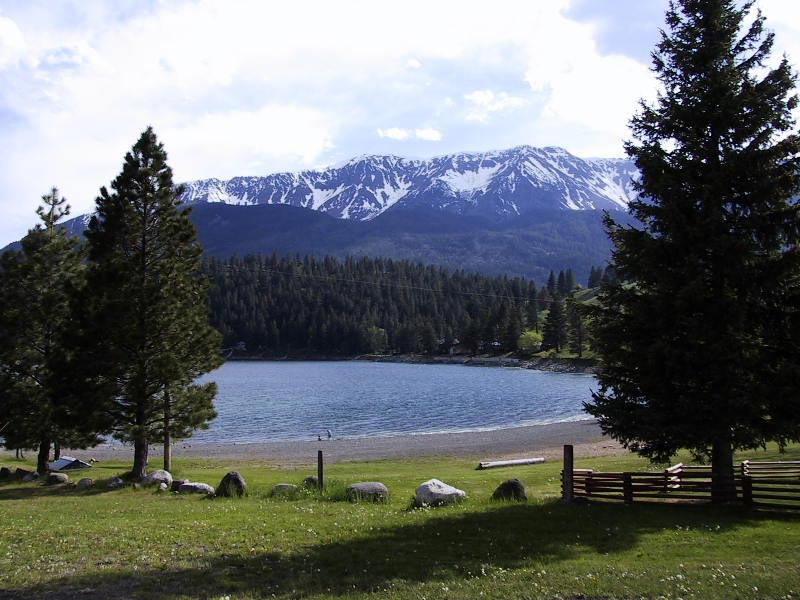
Núi và hồ Wallowa

Năm 1871, những người định cư da trắng đầu tiên đến vùng này, băng qua các dãy núi để tìm chỗ nuôi gia súc trong Thung lũng Wallowa. Quận được thành lập ngày 11 tháng 2 năm 1887 từ phần phía đông của Quận Union. Ranh giới với Quận Union được điều chỉnh lại vào năm 1890, 1900, và 1915.
Năm 1877, Tù trưởng trẻ Joseph của bộ lạc Nez Perce, nổi giận vì chính phủ tìm cách đuổi dân của ông ra khỏi Thung lũng Wallowa, đã từ chối dời đến một khu dành riêng cho người bản thổ ở Idaho. Vài trung đoàn quân đội Hoa Kỳ được gởi đến để cưỡng bách ông vào khu dành riêng. Sau nhiều trận đánh và hành quân 2000 dặm về nơi ẩn náo gần biên giới Canada, Tù trưởng Joseph bắt buộc phải đầu hàng tại Montana, cách biên giới Canada 40 dặm. Ông và một số người sống sót trong toán quân của ông bị giam tại Oklahoma, và sau đó được đưa đến Khu dành riêng cho người bản thổ Colville ở tiểu bang Washington. Khoảng phân nửa số người sống sót được đưa đến Khu dành riêng cho người bản thổ Nez Perce tại Idaho.
Quận Wallowa có lẽ là nơi xảy ra sự kiện bạo lực tồi tệ nhất chống người Hoa tại Oregon khi vào tháng 5 năm 1887 một nhóm băng đảng đã sát hại 34 người Trung Hoa đào vàng tại Hells Canyon. Trong số 7 côn đồ và học sinh được tin là có liên quan đến vụ án này, chỉ có ba bị mang ra xét xử tại Enterprise. Tuy nhiên một bồi thẩm đoàn đã xét rằng họ không có tội vào ngày 1 tháng 9 năm 1888. Một lời đề nghị tưởng niệm sự kiện này trên những bản đồ chính thức đã bị bác bỏ vào tháng 6 năm 2004; một lý do là rằng những gia đình địa phương nổi bật có quan hệ họ hàng với những kẻ giết người.
Phó thẩm phán Tối cao Pháp viện Hoa Kỳ William O. Douglas là một du khách mùa hè nổi tiếng của Quận Wallowa. Ông có xây một nhà chòi nghỉ hè trên Đường Lostine River năm 1939.
Tháng 12 năm 2003, một nhà phát triển thông báo một lời đề nghị mua một khu đất 62-mẫu Anh gần Hồ Wallowa, và xây 11 ngôi nhà trên đó. Khu đất này cận kề bên khu đất có ngôi mộ của Tù trưởng già Joseph là cha của tù trưởng trẻ Joseph. Lời đề nghị này đã tạo ra sự phản đối của nhóm người địa phương cũng như người của các bộ lạc Nez Perce, Colville, và Umatilla.

## Các cộng đồng

### Các thành phố hợp nhất
- Enterprise
- Joseph
- Lostine
- Wallowa

### Các cộng đồng chưa hợp nhất
- Flora
- Imnaha
- Minam
- Troy

## Những điểm hấp dẫn
Thành phố Enterprise trong Quận Wallowa là nơi có rạp hát xưa nhất tại Oregon. Rạp hát này xây dựng năm 1918 nhưng phải trì hoãn việc mở cửa cho đến mùa xuân năm 1919 vì Dịch bệnh Tây Ban Nha 1918.